# Источнокарипски долар
Источнокарипски долар (ISO 4217: XCD) је валута која се користи у 6  источнокарипских држава и 2 територије: Ангвила, Антигва и Барбуда, Доминика, Гренада, Монтсерат, Свети Винсент и Гренадини, Свети Кристофер и Невис и Света Луција. Дели се на 100 центи.
У употреби је од 1965. када је заменио дотадашњи долар Британске Западне Индије. Од 1976. курс XCD везан је за курс америчког долара у односу 2,7 XCD = 1 USD.
Источнокарипска централна банка издаје кованице у апоенима од: 5, 10, 25 центи и 1 долар, и новчанице у апоенима од: 2, 5, 10, 20, 50 и 100 долара.